# Reborn!
Katekyo Hitman Reborn! (яп. 家庭教師ヒットマンREBORN! Катэкё: Хиттоман Рибо:н, досл. «Репетитор-киллер Реборн!») — комедийная манга Акиры Амано и снятый позднее одноимённый аниме-сериал. «Репетитор» (яп. 家庭教師 катэй кё:си) в названии должно читаться как «катэкё», вопреки правильному чтению. Принятое сокращение названия — «REBORN!».
Действия разворачиваются вокруг 14-летнего школьника Цунаёси Савады, который должен стать главой крупной мафиозной группировки — Семья Вонгола (яп. ボンゴレファミリー бонгорэ фамири:), под присмотром сильнейшего в мире киллера Реборн (англ. reborn — «переродившийся»), выглядящего как младенец.
Манга с апреля 2004 года по ноябрь 2012 публиковалась по главам в журнале Weekly Shonen Jump. Серия является в Японии одним из бестселлеров . Лицензию манги на распространение в США приобрела компания Viz Media.

## Сюжет
Сюжет манги построен вокруг школьника Савады Цунаёси, избранного стать десятым боссом мафиозной семьи — Вонголы. Чтобы подготовить Цуну к должности босса, девятый босс Вонголы отправил к нему репетитора, сильнейшего в мире киллера по имени Реборн. Постепенно Савада заводит новых друзей и не раз спасает их после того, как Реборн выстрелит в него «пулей посмертной воли», которая дает своей цели возможность пробудиться и стать сильнее, если в момент попадания пули человек о чём-то сожалел.

### Арка 1: Кокуёленд
Цуной заинтересовались сбежавшие из тюрьмы мафии преступники, во главе с Рокудо Мукуро. Вместе со своими товарищами Саваде приходится сразиться с ними и победить всю банду «Кокуё».

### Арка 2: Вария
Цуне бросает вызов глава Варии - элитного отряд убийц семьи Вонголы — Занзас. Занзас, считающий, что десятым боссом Вонголы должен стать не Цуна, а он сам, приёмный сын Девятого Вонголы.
И члены Варии, друзья Савады получают половинки колец Вонголы. По решению Девятого, хранители половинок одного кольца должны будут сойтись в поединке и победитель заберет кольцо. Тот кандидат, чья команда соберет больше колец, станет официальным наследником Вонголы. Всего колец семь, каждое из них носит название в честь небесного явления и отражает роль, которую его владелец должен играть в семье. Со стороны Цуны их хранителями становятся: Хаято Гокудэра, эксперт в динамите и бомбах, — ураган; Такэси Ямамото, увлекающийся спортом, особенно бейсболом, — дождь; Рёхэй Сасагава, капитан боксерского клуба, — солнце; Кёя Хибари, глава дисциплинарного комитета, — облако; Ламбо Бовино, слабый малыш, разгуливающий в костюме коровы и раздражающий всех и вся, — гроза; и Мукуро Рокудо (Хром Докуро), девушка, имеющая ментальную связь с ним, — туман.
В результате сложных боёв, и финального поединка Савады и Занзаса, Савада побеждает. Вария уходит обратно в тень.

### Арка 3: Будущее
После победы над Варией Цуна и его хранители один за другим оказываются перенесены в будущее на десять лет вперед. Там выясняется, что Вонгола была почти полностью уничтожена конкурирующей семьей Мельфиоре. Они узнают, что для возвращения назад в прошлое им необходимо найти Сёити Ириэ, доверенное лицо главы Мельфиоре. С боем Цуна с друзьями проникают на базу Мельфиоре и выясняют, что на самом деле их перенос во времени был планом будущего Цуны, потому что в своем времени он уничтожил кольца Вонголы, а без них у них нет шансов победить Бякурана, главу Мельфиоре. Чтобы осуществить план до конца, команда Савады усердно тренируется и познает истинную силу колец.

### Арка 4: Церемония наследования
После возвращения в своё время Цуна вынужден принять участие в церемонии наследования, где он официально станет наследником семьи «Вонгола». Во время церемонии на героев нападает семьи Симон, когда-то бывшей союзником Вонголы. Симон похищает «Грех вонголы» и Хромэ Докуру, уничтожает кольца Вонголы, и скрывается.
Герои восстанавливают и усиливают кольца Вонголы и отправляться за семьёй Симон на их остров. На острове герои находят семью Симон и пытаются вступить бой, но им мешают Виндичи. Виндичи сообщают, что первые поколения семьи Симон и Вонголы, предполагали подобный сценарий. Они попросили Виндичи провести бои за гордость между хранителями обеих семей, и раскрывать истинную историю после каждого боя. Проигравших в боях Виндичи сажают в свою тюрьму мафии.
В ходе поединков выяснилось, конфликт организовал первым хранителем Вонголы — Деймон Спейд. Он предал первое поколение Вонголы и Симон, а так же выжил и следил за благополучием Вонголы всю их историю, меняя тела. Во время боя Рокудо Мукуро и Деймона Спейда, последний захватил настоящие тело Рокудо Мукуро, и вырвался из тюрьмы Виндичи.
Победив главу Симон — Эмму Кодзато, герои сталкиваются с Деймоном Спейдом, в новом теле. Перед боем Виндичи сообщают, что если герои победят Деймона Спейда, Виндичи освободят схваченных героев. Совместными усилиями, и подарком от первого поколения герои побеждают Деймона Спейда. Виндичи освобождают всех членов обеих семей, включая Рокудо Мукуро.

### Арка 5: Поколение радуги
Арка начинается с появления Шахматоголового в групповом сне всех аркобалено (от итал. arcobaleno — «радуга»), семерки сильнейших детей. Шахматоголовый сообщают, что с одного из них можно снять проклятие, чтобы выбрать кому именно он проведёт битву представителей. У каждого аркобалено будет 7 представителей, 6 обычных и 1 босс, а также будут даны 3 минуты снятия проклятия. Аркобалено собирают себе команды, рассказывая что это Шахматоголовый проклял и сделал их детьми.
В ходе битв появляются Виндиче и забирают у команды аркобалено облака — Черепа часы для участия в боях представителей, и занимают их место. Часы самого Черепа забирает младенец Виндиче по имени Бермуда. Сразу же Виндиче нападают на представителей других команд, во время перерыва между боями, чтобы уничтожить часы.
В ходе боя герои узнают что Виндичи — это зомби. После Бермуда приглашает Реборна и Цуну для разговора, и рассказывает, что битва представителей один из способов выбрать кандидатов в новую семерку аркобалено. Все старые аркобалено станут живыми мертвецами как Виндичи. Поэтому Бермуда предлагает Реборну присоединиться к нему против Шахмотоголового. Цуна отказывается от всего этого и решает сам спасти Реборна.
Цуна заручается помощью Талбо, объединяет силы остальных команд и выступает против Бермуды. Бой выдался сложным, команда Цуну недооценила мощь Джагера, и тот почти убил всех героев. На помощь Джагеру пришел Бермуда с временным снятием проклятия, которого победил Цуна используя финальный режим посмертной волю, раскрыв секрет силы Бермуды.
В конце появляется Шахматоголовый, рассказывающий историю возникновения три-ни-сэттэ. Цуна уговаривает Шахматоголового и Бермуду заключить союз и разрушить порочный круг аркобалено. Шахматоголовый снимает проклятие с аркобалено и уходит.

### Финал
Реборн обращается к Цуне, заставляя сделать окончательный выбор и стать десятым боссом Вонголы, но Савада отказывается вступать в мафию, поэтому Реборн покидает его.
Неделю спустя Цуна осознает, что несмотря на все битвы ничего не изменилось. Он все тот же, кем был в начале. Реборн возвращается, на этот раз говоря, что он сделает из Цуны Нео-Вонголу Примо, что по сути равнозначно становлению десятым боссом.

## Концепция и история создания
Первоначальная версия Reborn! Акиры Амано была опубликована в журнале Shonen Jump в конце 2003 года в качестве ваншота. Эта короткая история понравилась читателям, что повлекло за собой создание более длинного манга-сериала. Он начал выходить в том же журнале в апреле 2004 года. Последний выпуск манги был выпущен 7 ноября 2012 года.

## Аниме
Манга Reborn! была экранизирована в качестве аниме-сериала. Премьерная трансляция аниме, сделанного на студии Artland под руководством режиссёра Кэнъити Имаиздзуми, состоялась 7 октября 2006 года на японском телеканале TV Tokyo. У аниме много отличий от манги. Был немного изменён сюжет. Сюжеты тех эпизодов, что были в начале манги ставили между арками. Немного отличался рисунок. Была вырезана вся кровь и изменены некоторые сцены смертей. Хотя права на распространение Reborn! в США или Европе не были приобретены ни одной зарубежной компанией, Funimation заранее позаботилась о том, чтобы оформить соответствующую доверенность и удалить любительские переводы из интернета. Чтобы предотвратить нарушение авторских прав, всем поклонникам аниме, бесплатно распространяющим в интернете английские субтитры, были разосланы предупреждения. В марте 2009 года переведенные с японского серии начали транслироваться для просмотра в сервисе Crunchyroll.

### Музыкальное сопровождение

#### Начальные темы
1. «Drawing Days» (исполняет Splay) [1-26 серии]
2. «Boys & Girls» (исполняет LM.C) [27-51 серии]
3. «Dive to World» (исполняет Cherryblossom) [52-73 серии]
4. «88» (исполняет LM.C) [74-101 серии]
5. «Last Cross» (исполняет Масами Мицуока) [102-126 серии]
6. «Easy Go» (исполняет Кадзуки Като, сэйю Кикё) [127-153 серии]
7. «Funny Sunny Day» (исполняет SxOxU) [154-177 серии]
8. «Listen to the stereo» (исполняет Going under Ground) [178-203 серии]

#### Завершающие темы
1. «Michishirube» (исполняет Кэйта Татибана) [1-12 серии]
2. «ONE NIGHT STAR» (исполняет the ARROWS) [13-29 серии]
3. «Echo again» (исполняет SPLAY) [30-38 серии]
4. «Friend» (исполняет Idoling!!!) [39-51, 63 серии]
5. «Sakura Addiction» (исполняют Такаси Кондо и Тосинобу Иида, сэйю Кёи Хибари и Мукуро Рокудо) [52-62 серии]
6. «STAND UP!» (исполняет Lead) [64-76 серии]
7. «Ameato» (исполняет w-inds) [77-89 серии]
8. «CYCLE» (исполняет CHERRYBLOSSOM) [90-101 серии]
9. «Suberidai» (исполняет Мори Цубаса) [102-114 серии]
10. «Sakura Rock» (исполняет CHERRYBLOSSOM) [115—126 серии]
11. «Smile» (исполняет Ая Уэто) [127-139 серии]
12. «Aoi Yume» (исполнет Мори Цубаса) [140-153 серии]
13. «Yume no Manual» (исполняет CHERRYBLOSSOM) [154-165 серии]
14. «gr8 Story» (исполняет SuG) [166-177 серии]
15. «Famiglia» (исполняет D-51) [178-190 серии]
16. «Canvas (キャンバス)» (исполняет +Plus) [191—203 серии]